# Kazimierz Wóycicki (publicysta)
Kazimierz Wóycicki (ur. 22 sierpnia 1949 w Warszawie) – polski publicysta, dziennikarz i historyk.

## Życiorys
Jego rodzice byli uczestnikami konspiracji w okresie II wojny światowej, żołnierzami powstania warszawskiego. Studiował na wydziale matematyki Uniwersytetu Warszawskiego i wydziale filozoficznym KUL. Pracę magisterską Absolut i wybór w filozofii Jean Grenier pisał u prof. Stefana Swieżawskiego (1967–1974). W latach 1972–1975 współpracował ze wschodnioniemiecką „Akcją Pokuty”. Utrzymywał liczne kontakty z opozycją wschodnioniemiecką, m.in. z F. Magiriusem, L. Mehlhornem, W. Templinem. W okresie 1973–1983 pracował w redakcji miesięcznika „Więź”, jako współpracownik Tadeusza Mazowieckiego. Publikował m.in. na temat Stanisława Brzozowskiego, Floriana Znanieckiego, Jules Lequier, Emmanuela Levinasa. Był twórcą recenzji filmowych i literackich, w szczególności dot. Nowej Fali, publikował wywiady ze Stanisławem Barańczakiem, Adamem Zagajewskim, Ryszardem Krynickim, Ewą Kuryluk. Współpracował ze środowiskami opozycji demokratycznej. Był redaktorem i publicystą prasy drugiego obiegu, w szczególności w redakcji miesięcznika „Głos”, a także działaczem Klubu Inteligencji Katolickiej w Warszawie (1976–1980). 20 sierpnia 1980 roku podpisał apel 64 uczonych, pisarzy i publicystów do władz komunistycznych o podjęcie dialogu ze strajkującymi robotnikami.
Internowany podczas stanu wojennego (1981–1982). W latach 1983–1985 studiował politologię i historię współczesną na Uniwersytecie we Fryburgu. Był stypendystą KAAD oraz Fundacji Konrada Adenauera. W latach 1986–1987 był dziennikarzem sekcji polskiej BBC, twórcą licznych reportaży z Niemiec, a także wywiadów z K. Biedenkopfem i E. Kristoffersenem. Po powrocie do kraju objął funkcję sekretarza Komitetu Obywatelskiego przy Lechu Wałęsie odpowiedzialnego za kontakty zagraniczne. Jednocześnie był zastępcą redaktora naczelnego miesięcznika „Więź”. Odbył liczne wyjazdy do Niemiec w celu poszerzenia kontaktów „Solidarności” z partnerami niemieckimi. Współredagował List katolików polskich i katolików niemieckich oraz List intelektualistów polskich i wschodnioniemieckich.
W latach 1990–1993 był redaktorem naczelnym „Życia Warszawy”. Od 1993 do 1996 r. był dziennikarzem i redaktorem naczelnym działu informacji krajowej Wiadomości I Programu TVP. Był autorem cyklicznego projektu, finansowanego przez Fundację im. Friedricha Eberta, „Obrachunek z historią – wyzwanie europejskie” zakończonego publikacją Ofiary czy współwinni. Nazizm i sowietyzm w świadomości historycznej (1993–1996). W 1995 r. brał udział w programie badawczym „Kompleks wypędzenia” prowadzonym przez Artura Hajnicza i Włodzimierza Borodzieja.
W latach 1996–1999 był dyrektorem Instytutu Polskiego w Düsseldorfie, realizował m.in. projekt polsko-niemiecko-francuskiego okrągłego stołu, współinicjował projekt „Kaczmarek i inni”. W 1998 r. wziął udział w programie badawczym prowadzonym przez Instytut Zachodni im. Zygmunta Wojciechowskiego na temat grupy polskojęzycznej w Niemczech. Publikacja wyników badań ukazała się w tomie Być Polakiem w Niemczech. Był współzałożycielem i prezesem Instytutu Niemiec i Europy Północnej w Szczecinie. Kurator wystawy „Dwie bramy wolności” pokazywanej w Berlinie w rocznicę upadku muru berlińskiego (1999).
Pracę doktorską Niemiecki obrachunek z przeszłością 1933–1945 obronił w 2000 na Uniwersytecie Wrocławskim. Był współinicjatorem polsko-niemieckiego grona dyskusyjnego ekspertów „Grupa Kopernika”, wykładał w Wyższej Szkole Administracji Publicznej w Szczecinie. Był tam również prezesem Instytutu Niemiec i Europy Północnej. W latach 2000–2004 pełnił funkcję dyrektora Instytutu Polskiego w Lipsku.
Od 2004 r. był dyrektorem szczecińskiego Oddziału Instytutu Pamięci Narodowej. Został wykładowcą na Uniwersytecie Szczecińskim. Od 2008 do 2010 r. doradca kierownika Urzędu do Spraw Kombatantów i Osób Represjonowanych. Wykłada na Studium Europy Wschodniej Uniwersytetu Warszawskiego. Wykładał gościnne na uniwersytetach w Brnie, Kamieńcu Podolskim, Lipsku i Ratyzbonie.
We wrześniu 2016 został wiceprzewodniczącym Partii Demokratycznej – demokraci.pl. W listopadzie tego samego roku przekształciła się ona w Unię Europejskich Demokratów, w której przez rok także pełnił tę funkcję. Pozostał następnie członkiem zarządu partii. W roku 2019 wystąpił z UED na znak protestu koalicji UED z Kukizem.
Od 2019 r. prowadzi Akademię Wschód przy Fundacji Domu Wschodniego.

## Odznaczenia, wyróżnienia i nagrody
Otrzymał Krzyż Zasługi na wstędze Orderu Zasługi Republiki Federalnej Niemiec (2007) oraz Krzyż Oficerski Orderu Odrodzenia Polski (2011). W 2000 został uhonorowany tytułem Ambasadora Szczecina. Zdobywca Dorocznej Nagrody Uniwersytetu Viadrina 2008.

## Twórczość
- Czy bać się Niemców? (wstęp Stanisław Stomma; CDN 1990)
- Niemcy współczesne i stosunki polsko-niemieckie (Instytut Niemiec i Europy Północnej, Wyższa Szkoła Administracji Publicznej 2003, ISBN 83-88044-81-8; seria: „Polsko-Niemiecka Biblioteka Szczecińska”)
- Kalendarium niezwykłego miasta. Szczecin 1945–1989 (wespół z Anną Bartczak; Instytut Niemiec i Europy Północnej, Wyższa Szkoła Administracji Publicznej 2004, ISBN 83-88044-12-5)
- Niemiecki rachunek sumienia. Niemcy wobec przeszłości 1933–1945 (Atut – Wrocławskie Wydawnictwo Oświatowe 2004, 2005, ISBN 83-89247-70-4; seria: „Zrozumieć Niemcy”, t.2)
- Europejski konflikt pamięci (Fundacja Konrada Adenauera, Przedstawicielstwo w Polsce, 2008; seria: „Raporty Fundacji Konrada Adenauera”)
- Jak rozmawiać z Niemcami. O trudnościach dialogu polsko-niemieckiego i jego europejskim wyzwaniu (we współpracy z Waldemar Czachur: Atut – Wrocławskie Wydawnictwo Oświatowe, Wrocław 2009, ISBN 978-83-7432-455-7)
- Niemiecka pamięć. Rozrachunek z przeszłością NRD i przemiany niemieckiej świadomości historycznej (Instytut Historii Nauki PAN – Oficyna Wydawnicza ASPRA-JR, Warszawa 2011, ISBN 978-83-7545-288-4)
- Zuchause an der Neisse. Goerlitz und Zgorzelec 1945–1989 / Dom nad Nysą.Zgorzelec i Goerlitz 1945–1989. Kronika wydarzeń (GAJT Gorelitz-Zgorzelec 2012, ISBN 978-83-62584-22-2)
- Polska na globalnej szachownicy, wspólnie z Adamem Balcerem, Poltext, Warszawa 2014[3]
- Nostalgia i polityka. Esej o powrocie do Europy środkowej, Warszawa 2015, ISBN 978-83-6267-44-6.
- Ностальгія і політика. Есе про повернення до Центральної Європи. Discursus 2016. ISBN 978-617-7236-72-5.
- Krótka historia UPA dla Polaków. Czy historycy nas pogodzą?, Pracownia Wydawnicza, Warszawa 2019, ISBN 978-83-954000-1-8.
- W Pogoni za Wolnością. Białoruska rewolucja, Pracownia Wydawnicza, Warszawa 2020, ISBN 978-83-954-000-7-0.
- Lista agentury. Wydawnictwo Nieoczywiste, ISBN 978-83-66402-57-7.
- Globalna Ukraina. Wydawnictwo Arbitror, ISBN 978-83-66095-36-6.
- Dewastacja III RP. Kaczyński i jego ideolodzy. Wydawnictwo Nierzeczywiste, Warszawa 2024, ISBN 978-83-67895-16-3.
- Nieprzetrawione ośmiorniczki. Jak niszczono w Polsce zaufanie. Państwo prawa i rosyjska agentura wpływu. Wydawnictwo Nieoczywiste, Warszawa, ISBN 978-83-67895-24-8.

## Prace zbiorowe i inne prace redakcyjne
- Nous chretiens de Pologne (współpraca w pracy zbiorowej; Editions Cana, Paryż 1979, 1986, ISBN 2-86335-007-2)
- Ofiary czy współwinni. Nazizm i sowietyzm w świadomości historycznej (autor wstępu; red. Włodzimierz Borodziej; Oficyna Wydawnicza Volumen, Fundacja im. Friedricha Eberta 1997)
- Spór o niemiecką pamięć: debata Walser – Bubis (autor wstępu pracy zbiorowej; wybór tekstów i przypisy Piotr Buras; Centrum Stosunków Międzynarodowych 1999, ISBN 83-88216-04-X)
- Deutschland-Polen-Osteuropa. Deutsche und polnische Vorüberlegung zu einer gemeinsamen Ostpolitik der erweiterten Europäischen Union (redakcja; wespół z Dieterem Bingenem(inne języki); Harrassowitz, Wiesbaden 2002, ISBN 3-447-04627-9)
- Przyjaźń nakazana? Stosunki między NRD i Polską w latach 1949–1990 (współautor redakcji; wespół z Basilem Kerskim i Andrzejem Kotulą; Instytut Niemiec i Europy Północnej, Wyższa Szkoła Administracji Publicznej 2003, ISBN 83-88044-66-4; seria: „Polsko-Niemiecka Biblioteka Szczecińska”)
- Die Destruktion des Dialogs. Zur innenpolitischen Instrumentalisierung negativer Fremdbilder und Feindbilder (wespół z Dieterem Bingenem(inne języki) i Peterem Oliverem Loew; Harrassowitz, Wiesbaden 2007, ISBN 978-3-447-05488-1)
- Die Kopernikus-Gruppe. Zwischenbilanz eines deutsch-polnischen Gesprächskreises (redakcja; wespół z Dieterem Bingenem(inne języki); Harrassowitz, Wiesbaden 2007, ISBN 978-3-447-05455-3)
- Zrozumieć historię-kształtować przyszłość. Stosunki polsko-niemieckie w latach 1933–1949 (współautor pracy zbiorowej; współautorzy: Małgorzata Ruchniewicz, Krzysztof Ruchniewicz, Tobias Weger(inne języki); Wydawnictwo Gajt s.c. Wrocław-Drezno 2007, ISBN 978-83-88178-45-0)
- Polacy i Niemcy – utrata ziem wschodnich a stosunek do wschodnich sąsiadów, [w:] Odra – Oder. Panorama europejskiej rzeki (praca zbiorowa; red. naukowa Karl Schlögel i Beata Halicka; Wydawnictwo Instytutowe 2008, ISBN 978-83-922273-1-1)